# Goniembice
Goniembice (prononciation : [ɡɔɲɛmˈbit͡sɛ]) est un village polonais de la gmina de Lipno dans le powiat de Leszno de la voïvodie de Grande-Pologne dans le centre-ouest de la Pologne.
Il se situe à environ 4 kilomètres à l'est de Lipno (siège de la gmina), à 8 kilomètres au nord-est de Leszno (siège du powiat) et à 58 kilomètres au sud de Poznań (capitale régionale).
Le village possédait une population de 210 habitants en 2006.

## Histoire
De 1975 à 1998, le village faisait partie du territoire de la voïvodie de Leszno.

Depuis 1999, Goniembice est situé dans la voïvodie de Grande-Pologne.